# Put Your Hearts Up
Put Your Hearts Up è il singolo di debutto della cantante statunitense Ariana Grande, pubblicato il 9 dicembre 2011.

## Composizione e produzione
Ariana ha scritto la canzone con l'aiuto di Linda Perry. Il singolo contiene un sample della canzone What's Up? dei 4 Non Blondes.

## Video musicale e insoddisfazione dell'artista
Il video di Put Your Hearts Up è stato girato il 23 novembre 2011 e diretto da Meiert Avis e Jeremy Alter. È stato poi pubblicato su YouTube il giorno di San Valentino, il 14 febbraio 2012.
Il videoclip mostra Ariana camminare per le strade di una città, cantando e rendendo felici le persone sole che incontra durante il cammino.
Poiché la cantante si ritiene "insoddisfatta" della canzone, nella quale non si sentiva se stessa, il video è stato eliminato dal suo canale YouTube. La canzone non è stata inclusa nel suo album di debutto, Yours Truly, per il quale The Way con Mac Miller è stato scelto come singolo apripista.
In un'intervista del 2013, Grande affermò: "Put Your Hearts Up è stata sicuramente un'esperienza di apprendimento. Dal punto di vista sonoro non è semplicemente la mia atmosfera. Penso che sarebbe stata una canzone di grande successo per qualcun altro forse, ma non è quello che mi piace cantare. È sicuramente una canzone bubblegum pop, ma mi piace cantare cose un po' più piene di sentimento. Amo la musica pop, sono una grande fan della musica pop, ma non ritengo che quel singolo sia adatto a me".
Durante un'intervista radiofonica su KIIS-FM il 25 marzo 2013, la Grande ha confessato di aver "odiato" sia il video musicale che la canzone stessa, considerandola "una terribile prima impressione". Ha aggiunto che voleva "far finta che non fosse mai successo prima che fosse già successo" e di non aver provato alcun entusiasmo nel promuovere la canzone in quel momento.